# Дамба CDE

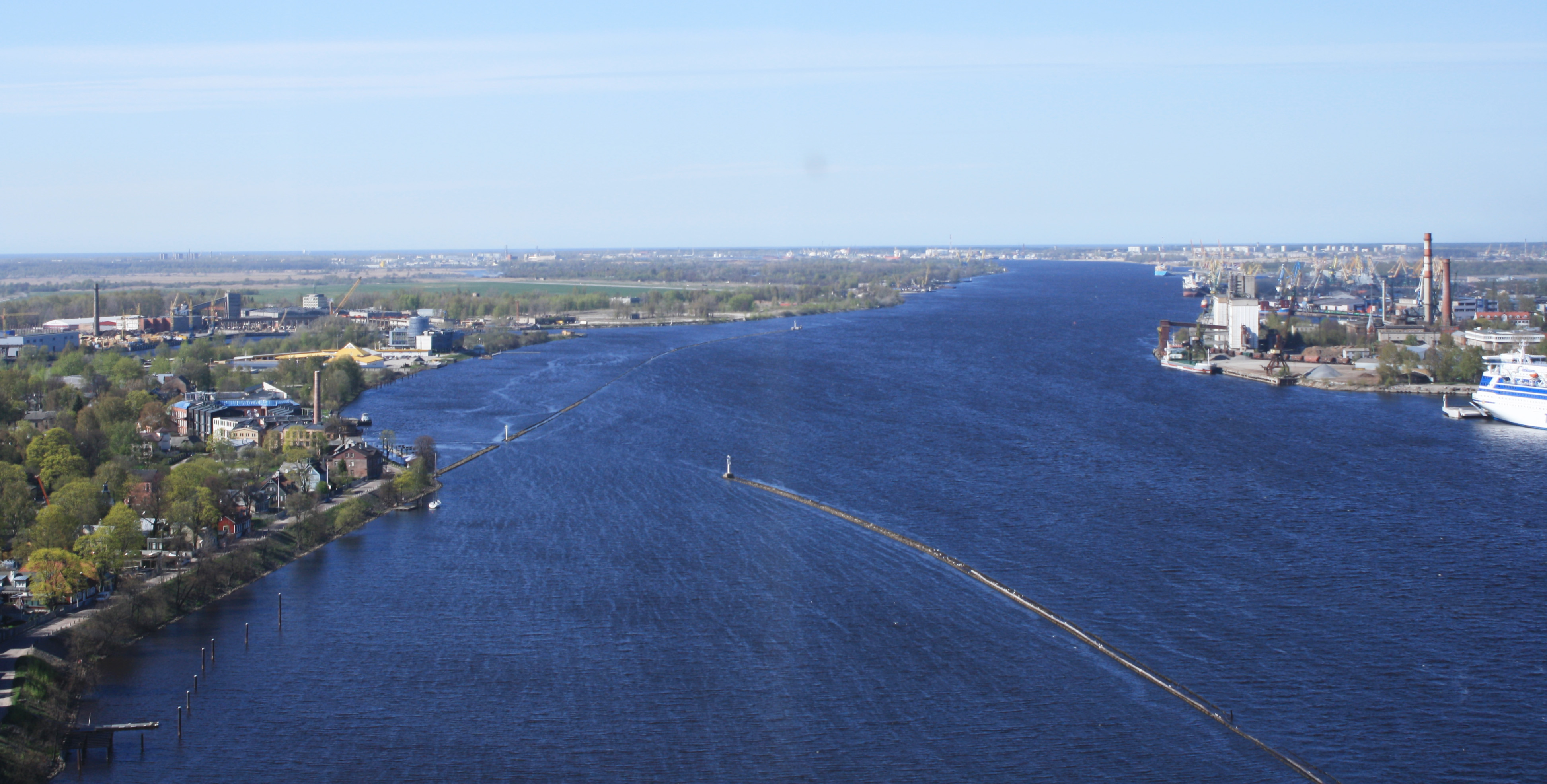
Даугава в Риге. Вид на дамбы CDE (по центру) и FG (слева, чуть поодаль). 2012 г.

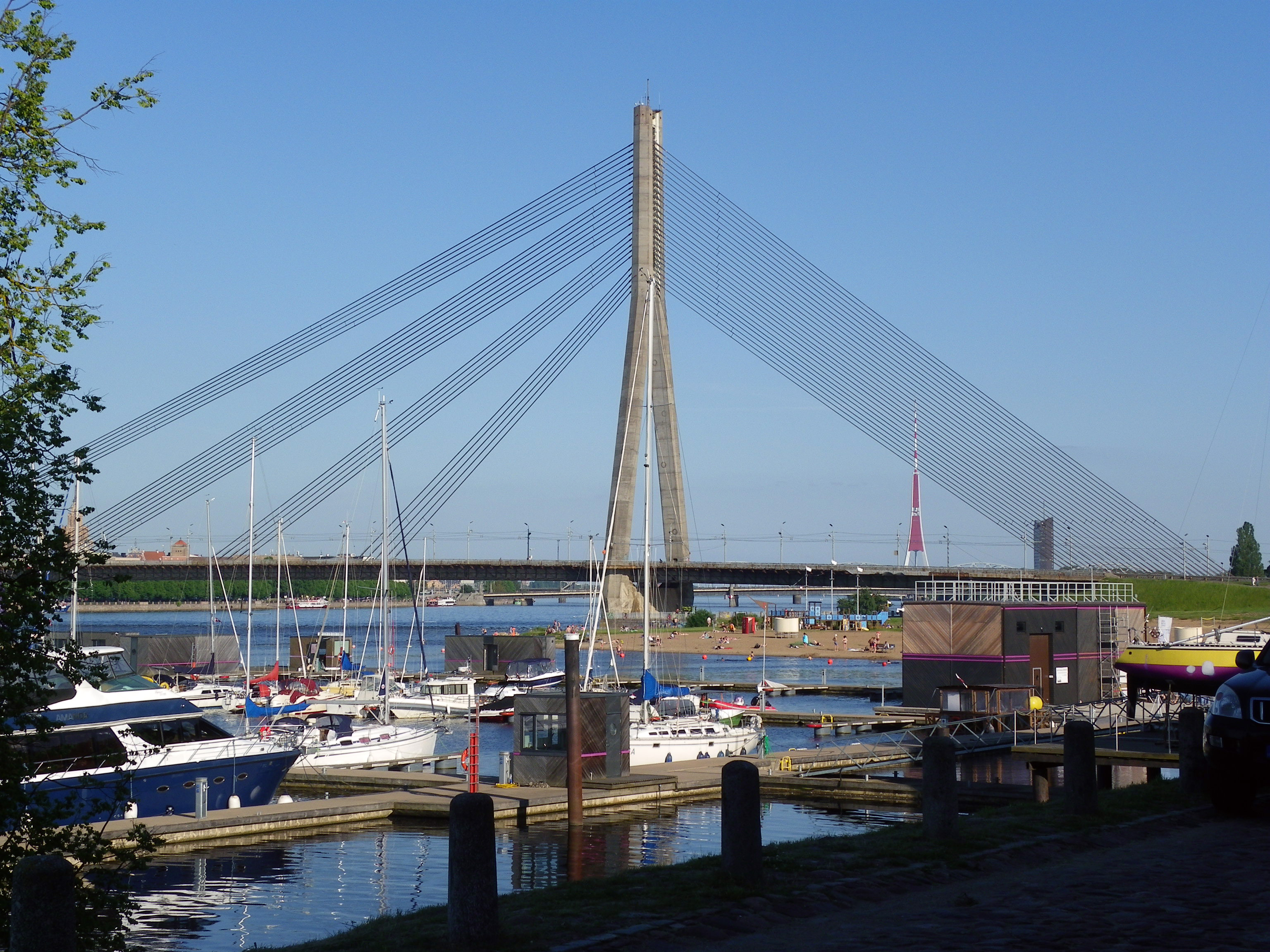
Вид гавани за дамбой CDE. 2022 г.

Дамба CDE (латыш. CDE dambis), иногда дамба CD (латыш. CD dambis), в отдельных источниках — дамба ЦДЭ — одна из дамб (наряду с дамбами AB и FG), сооружённых в конце XIX века вдоль левого берега Даугавы в Риге для обеспечения стабильности береговой линии и устройства гаваней. Была построена у юго-восточной окраины острова Кипенгольм (ныне Кипсала) в 1885—1886 годах. По состоянию на 2022 год, находится в полуразрушенном состоянии.

## Описание
В отличие от большинства других рижских дамб, дамба CDE изначально имела ломаную форму, что и стало причиной её обозначения тремя буквами. Она начиналась от Баласта дамбис у здания яхт-клуба и вела в северо-восточном направлении по сегодняшней береговой линии Агенскалнского залива. У нынешней юго-восточной оконечности Кипсалы дамба поворачивала на северо-северо-запад и вела вдоль русла Даугавы, оканчиваясь напротив улицы Энкура, примерно в 110 метрах от берега. Общая длина дамбы составляла 1131 метр.
Дамба выполнена в виде параллельных рядов деревянных свай, пространство между которыми, шириной от 3 до 4 м, заполнено камнями. В конце дамбы установлен небольшой маяк. В советское время дамба была признана памятником техники.
Планы города Риги разных лет позволяют судить, что с течением времени велась постепенная подсыпка грунта между Баласта дамбис и началом дамбы CDE, в результате чего южная часть дамбы срослась с Кипсалой. Именно на этом подсыпанном участке в 2002—2004 годах было построено высотное здание «Saules akmens». Для подсыпки используется грунт, поднятый со дна Даугавы в ходе регулярно выполняемых работ по углублению фарватера. Последний раз такие работы велись в начале 2010-х годов, а добытый песок частично использован для формирования нынешнего пляжа Кипсалы. По состоянию на 2022 год, сохранившаяся часть дамбы (включая аварийные участки) имеет длину 740 метров.
Образуемая дамбой гавань используется для стоянки яхт и малых парусников, для которых в 2010-е годы сооружён причальный комплекс с общей протяжённостью причалов 795 м, позволяющий одновременно поставить на якорь около 200 судов. Однако за всё время своего существования дамба CDE капитально не ремонтировалась, свайные стенки во многих местах сгнили и обрушились, каменное заполнение в этих местах осыпалось. Планируется реконструкция дамбы CDE и её соединение с плавучими причалами.
Дамба CDE является сооружением культурно-исторической значимости, частью градостроительного памятника государственного значения «Историческая застройка Кипсалы».